# كارون برنشتاين
كارون برنشتاين (بالإنجليزية: Caron Bernstein)‏ (و. 1970  م) هي ممثلة، وموسيقية، وممثلة أفلام، ومغنية، وعارضة، ومتسابقة ملكة الجمال، وكاتبة أغاني جنوب أفريقية، ولدت في جوهانسبرغ.

## وصلات خارجية
- كارون برنشتاين على موقع IMDb (الإنجليزية)
- كارون برنشتاين على موقع ميوزك برينز (الإنجليزية)
- كارون برنشتاين على موقع قاعدة بيانات الأفلام السويدية (السويدية)
- كارون برنشتاين على موقع ديسكوغز (الإنجليزية)
- كارون برنشتاين على موقع قاعدة بيانات الفيلم (الإنجليزية)

- كارون برنشتاين في قاعدة بيانات الأفلام على الإنترنت